# Hemithea viridescentaria
Hemithea viridescentaria är en fjärilsart som beskrevs av Victor Ivanovitsch Motschulsky 1860. Hemithea viridescentaria ingår i släktet Hemithea och familjen mätare. Inga underarter finns listade i Catalogue of Life.